# 横須賀基地 (海上自衛隊)

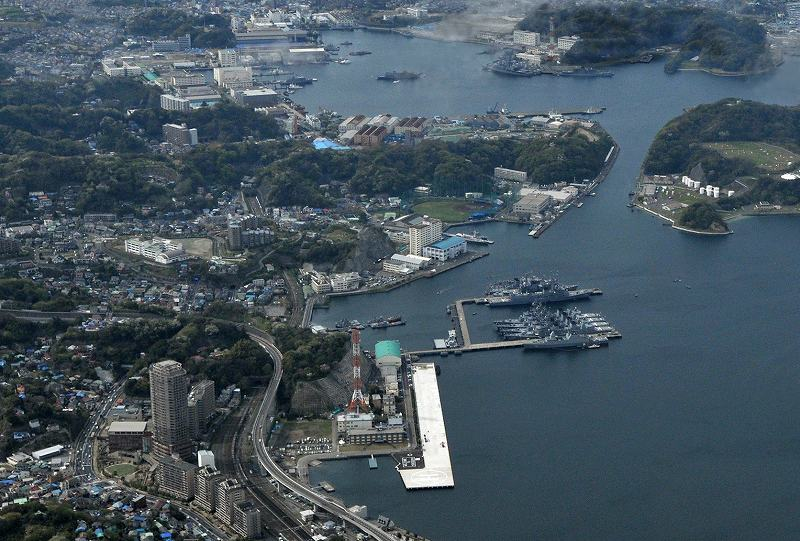
横須賀基地全景

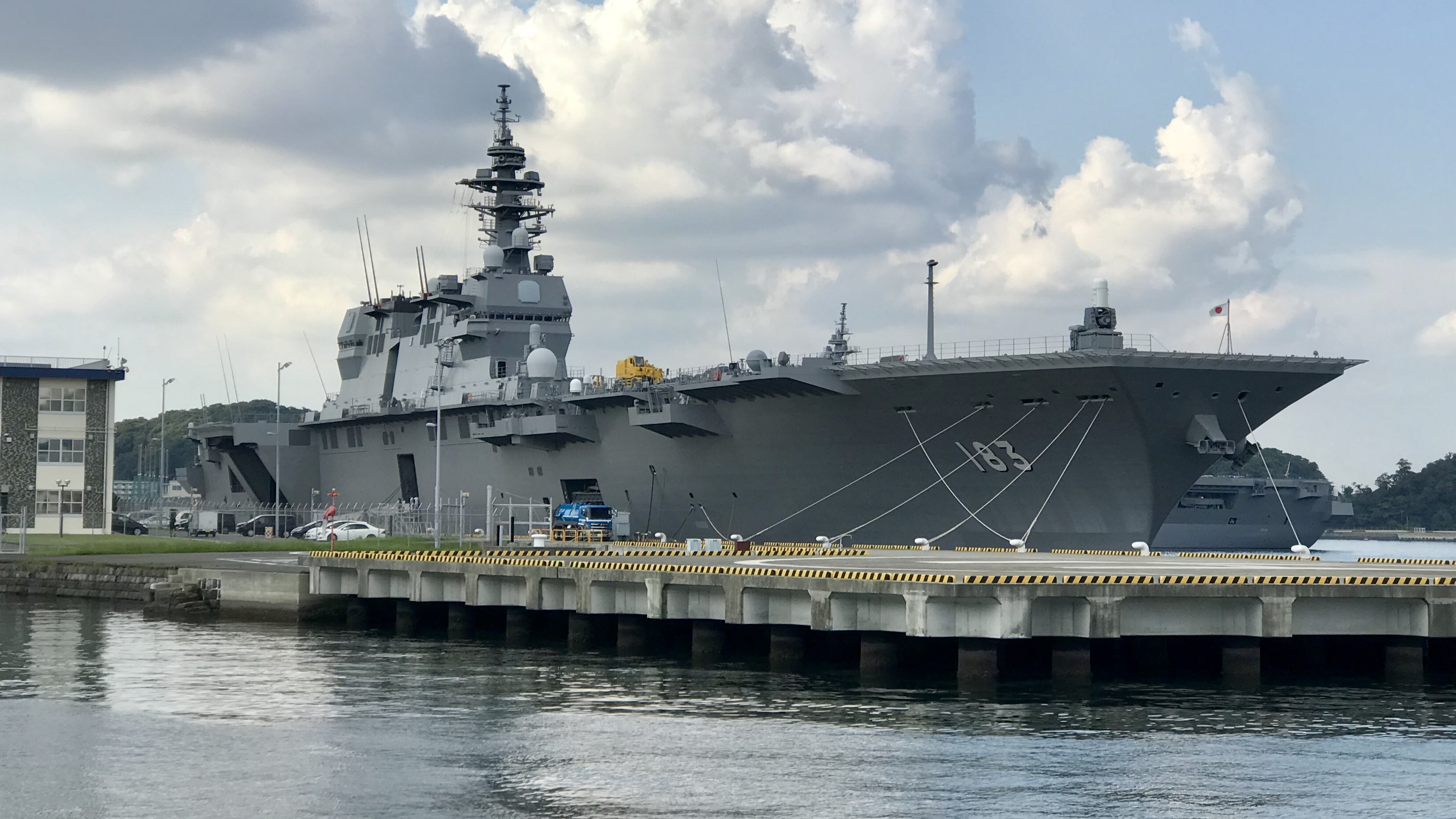
逸見岸壁に停泊するいずも

横須賀基地 （よこすかきち、JMSDF Yokosuka Naval Base）は、神奈川県横須賀市の複数の地区に点在し、横須賀地方総監部等が配置されている海上自衛隊の港湾・陸上施設群のこと。正式には「基地」とは呼ばないが、通称として用いられる。

## 概要
横須賀基地は、海上自衛隊の基地として最大規模を誇る。横須賀にはかつて旧海軍の鎮守府が置かれていた。もともと横浜に置かれていた東海鎮守府が1884年（明治17年）12月15日に横須賀に移転し、横須賀鎮守府に改称された。終戦とともに横須賀鎮守府は廃止されるが、基地の各施設や岸壁等は、そのまま米海軍が使用することとなった。1952年（昭和27年）8月1日、海上自衛隊の前身である保安庁警備隊が発足すると同時に横須賀地方隊が編成され、かつての旧海軍の敷地を再び使用することとなったが、そのほとんどが米軍エリアのままとなっており、海上自衛隊が使用している旧海軍跡地は敷地面積の3割程度である。
横須賀基地は各所に点在しており、総監部庁舎や護衛艦などが係留する岸壁がある「吉倉地区」、自衛艦隊などの各司令部が入り、海自の指揮中枢となる「海上作戦センター」が置かれるほか、主に掃海艦艇、海洋観測艦等が係留する岸壁がある「船越地区」、海上自衛隊創設の地であり、現在は第2術科学校、潜水医学実験隊が所在する「田浦地区」などがある。また、米海軍基地内には第2潜水隊群の潜水艦基地がある「楠ヶ浦地区」があり、横須賀教育隊が所在している「武山地区」は陸上自衛隊武山駐屯地、航空自衛隊武山分屯基地が隣接する場所にある。

## 沿革
- 1952年（昭和27年）
  - 4月26日：海上保安庁に海上警備隊が発足し、地方機関として海上警備隊横須賀地方監部が田浦港町の旧海軍水雷学校跡地（現：第2術科学校）に設置。
  - 8月1日：保安庁の創設により海上警備隊が警備隊に改編され「横須賀地方隊」が新編。
- 1953年（昭和28年）
  - 9月16日：「警備隊術科学校」が田浦に新編。
  - 10月19日：横須賀地方総監部が田浦から現在地（西逸見町）に移転。
- 1956年（昭和31年）
  - 1月16日：海上自衛隊術科学校が江田島に移転。機関などの教育は引き続き横須賀で行われるため、「海上自衛隊術科学校横須賀分校」が新設。
  - 3月1日：海上自衛隊横須賀地区病院が久里浜地区（長瀬2丁目）に開設。
- 1958年（昭和33年）4月1日：横須賀基地警防隊に「横須賀防備隊」及び「剣崎警備所」、「観音崎警備所」が新編。海上自衛隊術科学校横須賀分校が「海上自衛隊第2術科学校」に改称。
- 1959年（昭和34年）
  - 6月1日：横須賀基地警防隊が「横須賀警備隊」に改称。
  - 9月1日：「横須賀教育隊」が武山地区に新編。
- 1961年（昭和36年）
  - 2月1日：「横須賀補給所」、「横須賀工作所」が新編。
  - 3月1日：横須賀防備隊に「水中処分隊」が新編。
- 1965年（昭和40年）3月1日：横須賀警備隊に「船越分遣隊」が新編。
- 1970年（昭和45年）3月2日：「横須賀造修所」、「横須賀衛生隊」が新編。横須賀工作所が廃止。
- 1974年（昭和49年）4月11日：「横須賀音楽隊」が新編。
- 1977年（昭和52年）
  - 4月5日：総監部新庁舎が落成。
  - 12月27日：海上自衛隊潜水医学実験隊が久里浜地区に新編。
- 1980年（昭和55年）4月21日：吉倉桟橋完成[4][5]。
- 1982年（昭和57年）4月15日：吉倉桟橋Y-3、Y-4バース使用開始[6]。
- 1985年（昭和60年）7月1日：横須賀水雷調整所が廃止。横須賀水雷整備所が新編[7]。
- 1987年（昭和62年）
  - 4月18日：厚生センター開所。
  - 7月1日：横須賀防備隊が廃止。警備隊の改編。「横須賀基地業務隊」が新編。剣崎警備所が廃止。
- 1988年（昭和63年）
  - 3月31日：海上自衛隊横須賀地区病院（教育部を除く）が久里浜地区から田浦地区に移転。
  - 4月8日：海上自衛隊横須賀地区病院が共同機関化され、自衛隊横須賀病院に改称。
- 1998年（平成10年）12月8日：補給整備部門の組織改編。

1. 横須賀補給所と横須賀造修所が統合され「横須賀造修補給所」に改編。
2. 水雷整備所と誘導弾整備所が統合され「横須賀弾薬整備補給所」に改編。
3. 「海上自衛隊艦船補給処」が新設、海上自衛隊補給本部隷下に編入。

- 2010年（平成22年）4月15日：逸見岸壁が完成[8]。
- 2011年（平成23年）3月11日：東北地方太平洋沖地震を受け、災害派遣活動として横須賀基地所属の可動全艦艇を三陸沖に派遣。
- 2012年（平成24年）
  - 3月26日：横須賀警備隊観音崎警備所が廃止。
  - 9月1日：自衛隊横須賀病院教育部が久里浜地区から田浦地区に移転。
- 2013年（平成25年）1月17日：海上自衛隊潜水医学実験隊が久里浜地区から田浦地区に移転。
- 2014年（平成26年）2月28日：防衛機能集約のため長浦港の公共埠頭（延長200m、153m、200mの岸壁）を横須賀市長瀬の貯油施設跡地と交換で専用埠頭として取得[9][10][11]。
- 2020年（令和02年）10月1日：自衛艦隊司令部等が関東自動車工業の跡地の新庁舎「海上作戦センター」に移転[12]。
- 2023年（令和05年）1月：大矢部弾庫跡地[13][14]を財務省に移管[15]。

## 配置部隊・機関
船越地区（横須賀市船越7-73）
- 自衛艦隊
  - 司令部
  - 護衛艦隊
    - 司令部
    - 海上訓練指導隊群
      - 水上戦術開発指導隊

    - 第11護衛隊
    - 第1海上補給隊

  - 潜水艦隊司令部
  - 掃海隊群
    - 司令部
    - 水陸両用戦・機雷戦戦術支援隊

  - 開発隊群
    - 司令部
    - 海上システム開発隊
    - 技術評価開発隊

  - 艦隊情報群
    - 司令部
    - 作戦情報隊
    - 電磁情報隊

  - 海洋業務・対潜支援群
    - 司令部
    - 第1海洋観測隊
    - 対潜評価隊
- 横須賀地方隊
  - 第41掃海隊
  - 横須賀基地業務隊
    - 船越基地業務分遣隊

  - 横須賀衛生隊
    - 第3衛生科
- システム通信隊群
  - 保全監査隊
    - 船越保全監査分遣隊

吉倉地区（横須賀市西逸見町1丁目無番地） 
- 横須賀地方隊
  - 横須賀地方総監部
  - 横須賀造修補給所
    - 横須賀消磁所
- 第1護衛隊群
  - 司令部
  - 第1護衛隊
- 第2護衛隊群
  - 第6護衛隊
- システム通信隊群
  - 横須賀システム通信隊
- 海上自衛隊警務隊
  - 横須賀地方警務隊

長浦地区（横須賀市長浦町1-43）
- 横須賀基地業務隊
- 横須賀衛生隊

新井地区（横須賀市長浦町1-1555）
- 横須賀地方隊
  - 横須賀弾薬整備補給所
  - 横須賀警備隊
- 護衛艦隊
  - 海上訓練指導隊群
    - 司令部
    - 横須賀海上訓練指導隊
- 潜水艦隊
  - 潜水艦教育訓練隊
    - 横須賀潜水艦教育訓練分遣隊

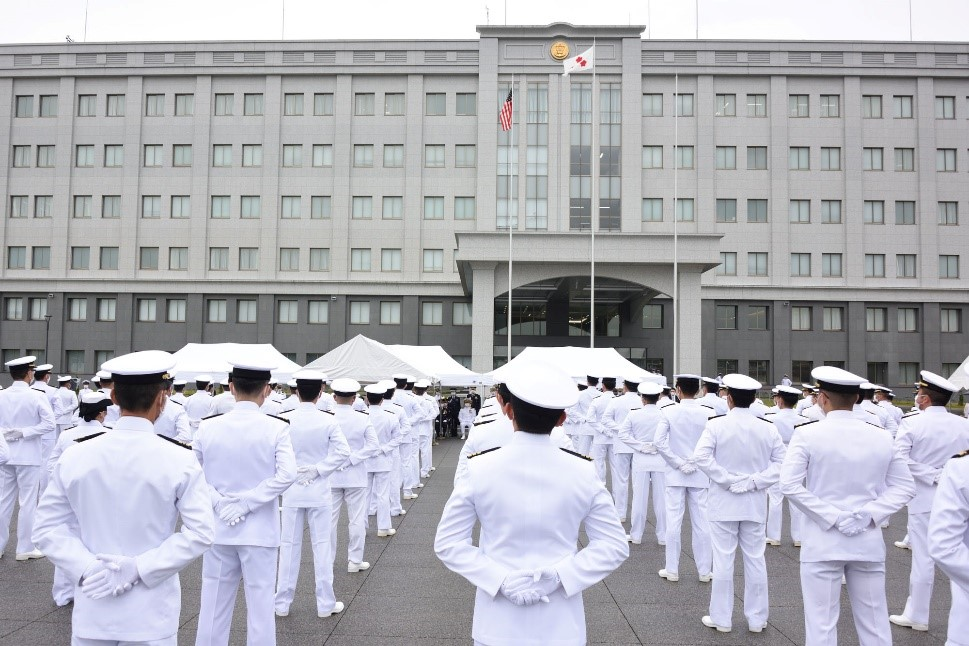
自衛艦隊司令部等が入る海上作戦センター

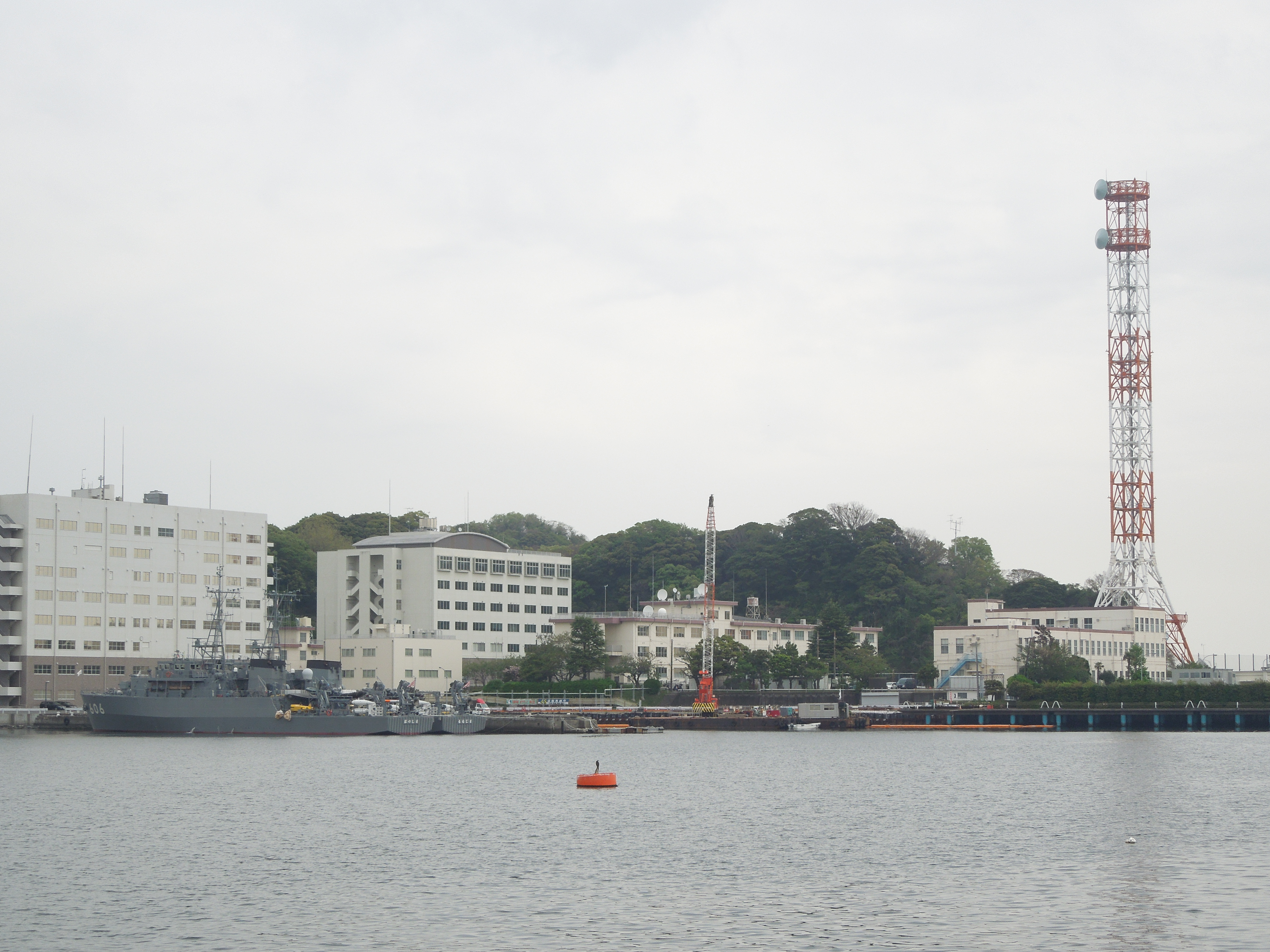
船越地区

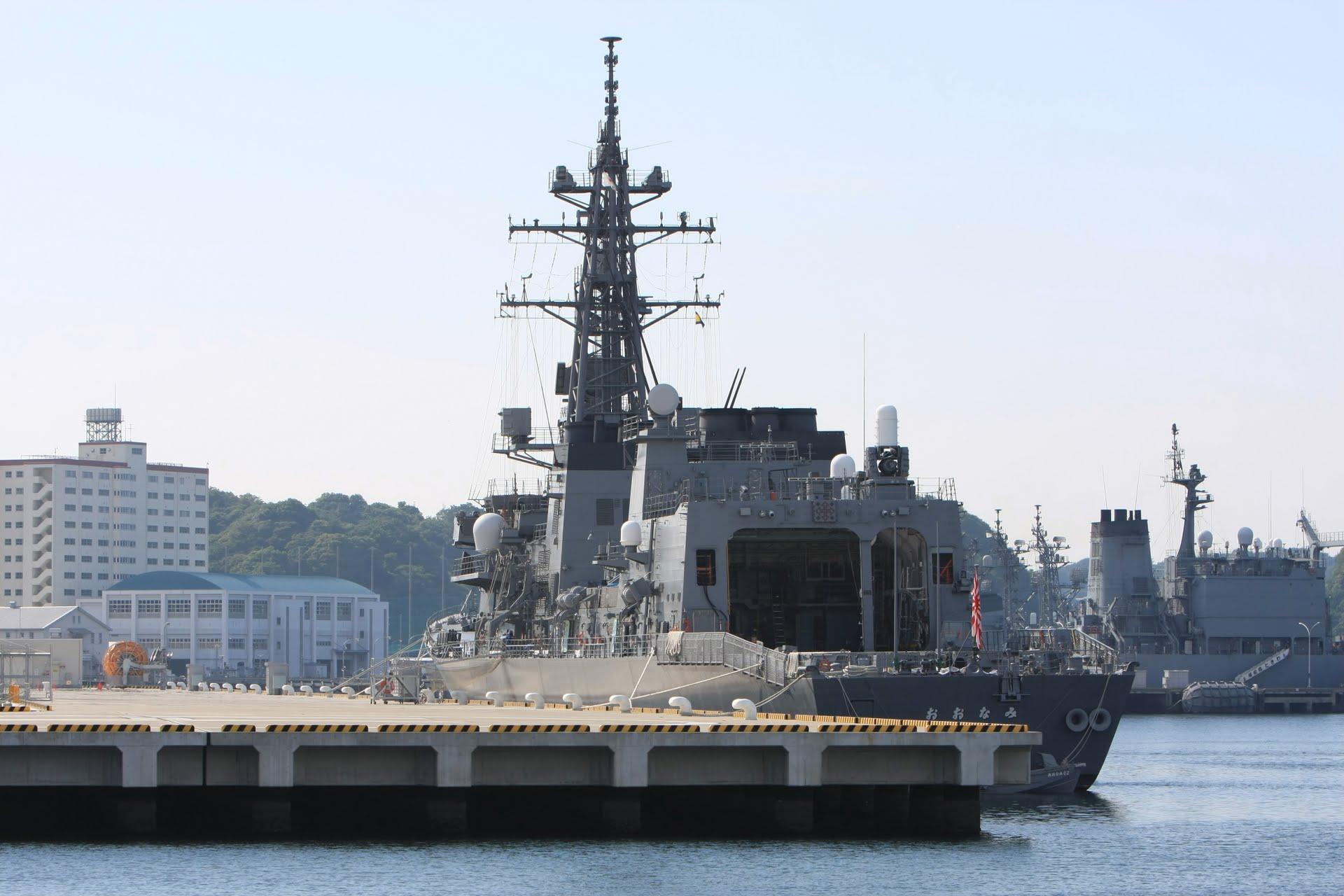
逸見岸壁

楠ケ浦地区（横須賀市楠ケ浦町。アメリカ軍と共同使用） 
- 潜水艦隊
  - 第2潜水隊群
    - 横須賀潜水艦基地隊
- 海洋業務・対潜支援群
  - 対潜資料隊
- 横須賀地方隊
  - 横須賀造修補給所
    - 工作部ドック科・観測器材科

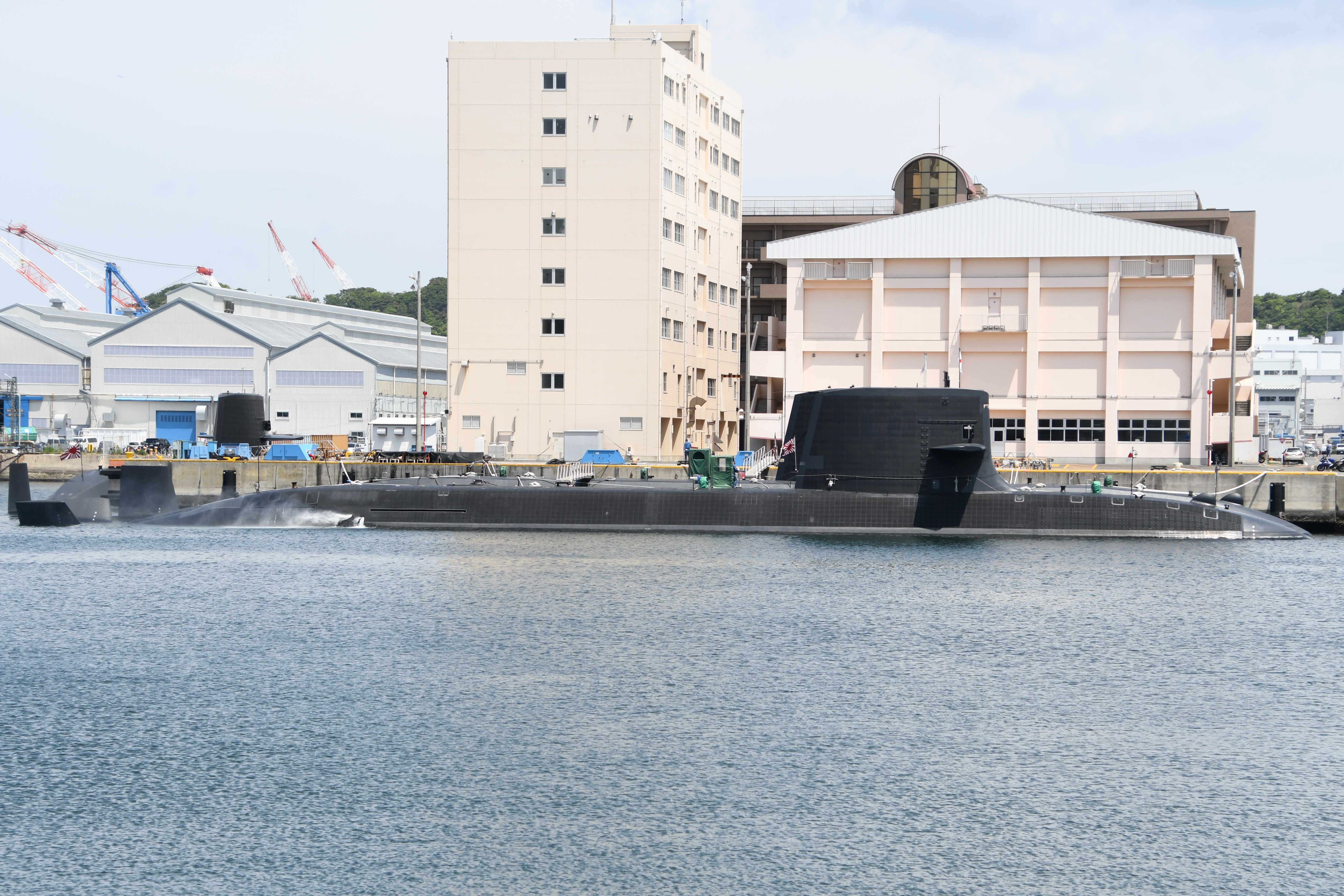
楠ケ浦地区停泊する潜水艦

    - 消磁所 （横須賀市泊。アメリカ軍と共同使用）

田浦地区（横須賀市田浦港町無番地）
- 海上自衛隊第2術科学校
- 海上自衛隊補給本部
  - 海上自衛隊艦船補給処
- 海上自衛隊潜水医学実験隊
- 横須賀地方隊
  - 横須賀造修補給所
    - 工作部
    - 資材部

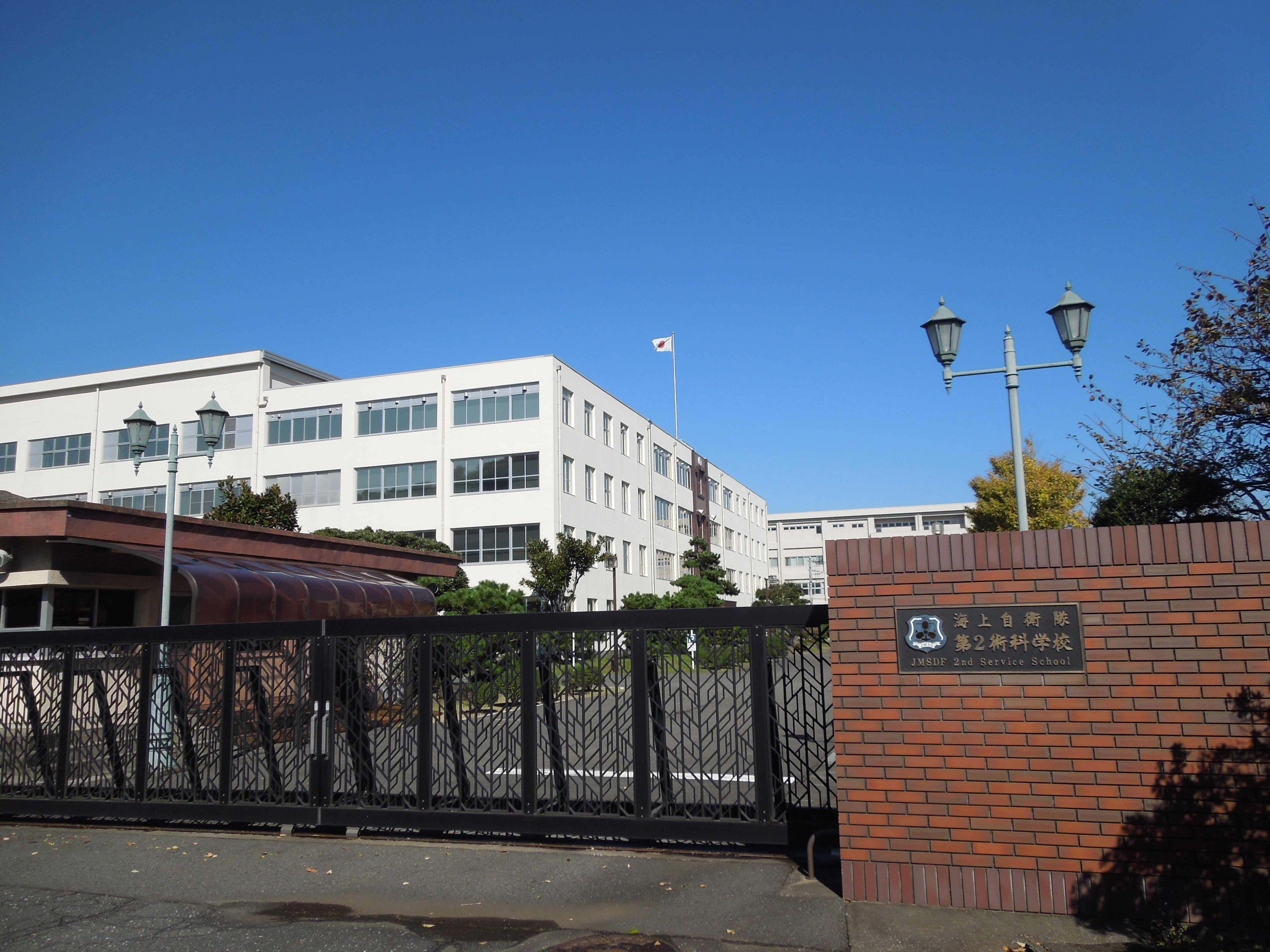
第2術科学校正門

- 自衛隊横須賀病院（横須賀市田浦港町1766-1）

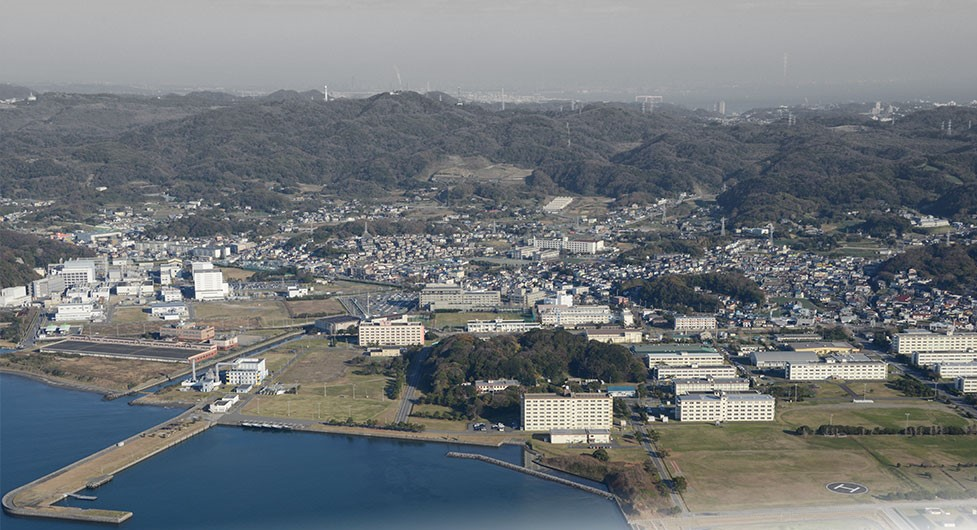
横須賀教育隊全景

- 自衛艦隊
  - 掃海隊群
    - 第1掃海隊

武山地区（横須賀市御幸浜4-1）
- 横須賀地方隊
  - 横須賀教育隊
  - 横須賀音楽隊
  - 横須賀衛生隊
    - 第2衛生科

## アクセス
船越地区
- 京浜急行電鉄京急田浦駅

吉倉地区
- JR横須賀線横須賀駅
- 京浜急行電鉄汐入駅
- 京浜急行電鉄逸見駅

新井地区
- 京浜急行電鉄安針塚駅

楠ヶ浦地区
- 京浜急行電鉄汐入駅

田浦地区
- JR横須賀線田浦駅